# 国際高等学校
国際高等学校（こくさいこうとうがっこう、英語：NUCB International Collegeは、愛知県日進市米野木町4-4に所在する私立男女共学・高等学校（全寮制）。ボーディングスクールとしての全寮制教育を提供し、ハーバード流のケースメソッドによる探求型教育を提供する高等学校（一条校 & IB World School）。略称は国際高またはNIC。英語を公用語とした9月入学制度を採用し、卒業時には日本の高等学校卒業資格と世界標準の高校教育としてのIBDPのデュアルディプロマ（複数卒業資格）を可能とする教育課程を編成するインターナショナル一条校。

## 概要
愛知県のスタートアップ戦略として、国際社会で活躍できる次世代リーダー人材の育成を目標に掲げて、英語を公用語とした教育課程（3年間）を修士号もしくは博士号を有する教員のみが担う高等学校（一条校＆IB World School）。愛知県から27年ぶりに正式認可（2022年4月1日）を受けた一条校。世界のリーダー教育で実践されるケースメソッド教育を全面的に採用し、系列の経営大学院が提供するMBAを参考に設計された教室や、全寮制によるボーディングスクール教育を提供する点が特徴。
国内からの全国募集に加えて、海外帰国生徒や留学生を対象とした国際入試を実施し、選抜には面接とCAT4（認知力テスト）が行われる。なお生徒との対応は英語を公用語とするが、保護者との対応は英語以外に、日本語、フランス語、中国語で行われている。全ての生徒は英語公用語の国際寮で生活し、約半数が外国籍で男女比は45:55。

### 建学の精神
開拓者精神（フロンティア・スピリット）

## 教育課程
一年次に一条校としての必履修科目を中心に学修し、二・三年次にIBDPが定める科目を学修することで、国際標準および国内標準の高等学校卒業資格（ダブルディプロマ）を目指す。なお9月入学のため4月から6月までの間はブリッジング・プログラムと呼ばれる高等学校準備課程とスプリングキャンプ、サマーキャンプ（中学生対象）を英語で提供している。教員は29名でほぼ全員が修士号もしくは博士号を有する。

### PreIB
PreIBと呼ばれる国際教育準備課程においては、一条校としての必履修科目を中心に1年間の履修を英語で行う。

### IBDP
IB World School として英語DPを運営。全ての生徒が、PreIB（Grade 10）を終了後にIBDP（Grade 11-12）に進級する形で高校教育課程を履修する。

### 英語キャンプ
中学生を対象に、春と夏に短期滞在型の英語キャンプを実施する。

### 進学ハイライト
大学院進学を視野に入れた進学指導を実施。独自のノウハウに基づく進学指導で、QSランキング世界トップ100大学への多数の進学実績を有し2025年5月27日時点で1期生の卒業予定者のうち90％が国外の大学に進学し、主な進学先は以下の通りと報告されている。
| 国名           | 世界QSランキング         | 大学名                                                 |
| オーストラリア | 13                       | The University of Melbourne                            |
|                | 18                       | The University of Sydney                               |
|                | 30                       | The Australian National University                     |
|                | 40                       | The University of Queensland                           |
| カナダ         | 25                       | University of Toronto                                  |
|                | 38                       | The University of British Columbia                     |
|                | 96                       | University of Alberta                                  |
|                | 120                      | Western University                                     |
|                | 176                      | McMaster University                                    |
|                | 189                      | University of Ottawa                                   |
|                | 198                      | University of Calgary                                  |
| 香港           | 17                       | The University of Hong Kong                            |
|                | 47                       | Hong Kong University of Science and Technology (HKUST) |
|                | 57                       | The Hong Kong Polytechnic University                   |
|                | 62                       | City University of Hong Kong                           |
| シンガポール   | 51                       | LASALLE College of the Arts                            |
| イギリス       | 9                        | University College London (UCL)                        |
|                | 27                       | The University of Edinburgh                            |
|                | 40                       | King's College London                                  |
|                | 54                       | University of Bristol                                  |
|                | 78                       | The University of Glasgow                              |
|                | 82                       | University of Leeds                                    |
|                | 105                      | The University of Sheffield                            |
|                | 120                      | Queen Mary University of London                        |
|                | 165                      | University of Liverpool                                |
|                | 169                      | University of Exeter                                   |
|                | 186                      | Cardiff University                                     |
|                | #1 in Veterinary Science | Royal Veterinary College, University of London         |
| アメリカ       | 43                       | New York University (NYU)                              |
|                | 89                       | The Pennsylvania State University                      |
|                | 196                      | Emory University                                       |

## ケースメソッド教育
次世代リーダーを育成するため、系列の経営大学院がMBA教育で長年培ったリーダー教育手法としてのケースメソッド教育を、探究型学修の手法として全ての教科指導に導入。同学園は日本ケースセンター（所長：竹内伸一教授）を運営し、Harvard、IVEY、IMD、INSEAD、CEIBSといった国際的なケース開発機関との提携関係を持つ。通常の高等学校の教科に加えて系列の経営大学院（ビジネススクール）と連携した授業（ファミリービジネス、マーケティング、ファイナンス、ビジネスモデル）が提供されている。

## 国際寮
英語を公用語とする男女共学の国際寮（International House）を運営し、ハウスダイレクター、ハウススーパーバイザーらが生徒の生活面および教育指導を担うスイス流の寮運営を採用する。男女別フロアの居室（個別シャワーおよび洗面）、ダイニング、自習室（ライブラリ）、ランドリー、祈祷室等を備える。2023年度グッドデザイン賞受賞。

## 運動施設
体育館以外に、硬/軟式テニス（オムニコート7面）、ゴルフ（165ヤード）、アーチェリー、弓道（短的・遠的）、卓球、サッカー、陸上競技、野球（2面）などが可能な屋外施設を同一キャンパス（75万㎡）に備えている。

## 国際多様性
公用語は英語となり生徒の国籍は23カ国以上となる。日本国内をはじめ、アメリカ合衆国、カナダ、メキシコ、ドイツ、韓国、オーストラリア、タイ、中国、スリランカ、キプロス、オランダ、ポーランド、インドネシア、モンゴル、台湾、ロシア、モンゴル、マレーシア、サウジアラビア、など多岐にわたる。